# 이성미 (성우)
이성미(1958년 5월 5일 ~ )는 대한민국의 성우이다. 1979년 EBS 2기 공채 성우로 데뷔하였다.

## 주요 출연작품

### 방송
- TV유치원 하나둘셋 (KBS1)